# Campo sportivo della Cajenna
Il campo sportivo della Cajenna è stato un campo da calcio di Genova, situato nel quartiere di Marassi. Ha ospitato, sino alla sua demolizione, le gare interne della formazione genovese dell'Andrea Doria.

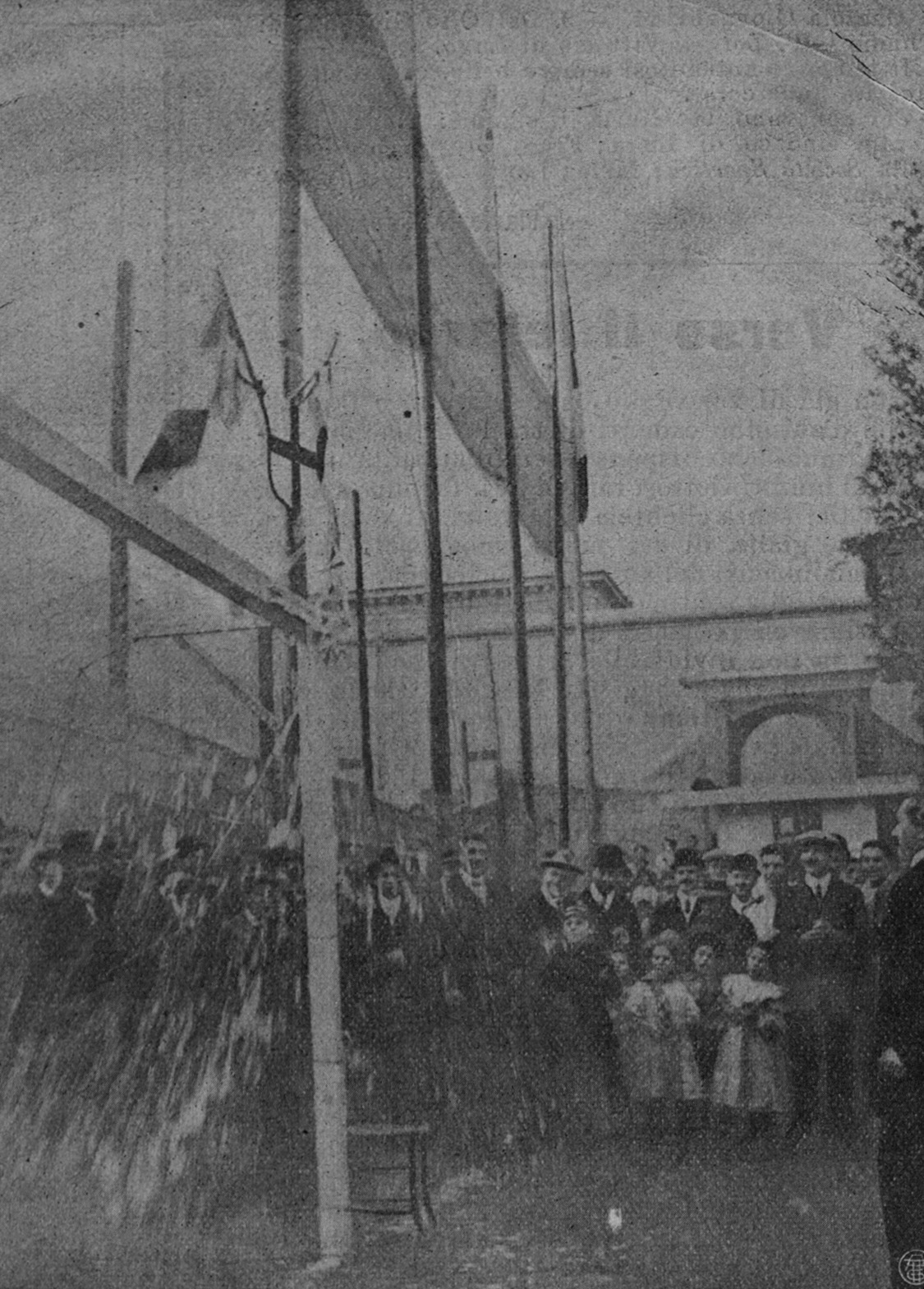
L'inaugurazione del nuovo campo dell'Andrea Doria

## Storia
Con la nascita della sezione calcistica dell'Andrea Doria serviva un nuovo campo per poter disputare gli incontri della neonata formazione bianco-blu scudata. Venne così scelta un'area ancora "libera" da costruzioni nel quartiere di Marassi, distante pochi chilometri dal campo dei concittadini del Genoa guidati dal dottor James Spensley, allora di casa nella zona di ponte Carrega.
Il nuovo campo situato in via Clavarezza fu inaugurato domenica 14 novembre 1909, alla presenza del presidente della federazione Luigi Bosisio, con la rottura della tradizionale bottiglia di champagne contro uno dei pali e con la disputa della partita amichevole Andrea Doria-Piemonte, terminata 3-2 per i padroni di casa.
Il nuovo campo era posto perpendicolarmente al vicino torrente Bisagno e non era provvisto di tribune. Perciò i tifosi doriani si posizionavano intorno al perimetro di gioco, rendendo il clima infernale ai giocatori della squadra avversaria di turno che si trovavano a diretto contatto con i tifosi locali. Per questa caratteristica al campo doriano venne dato il soprannome di "Cajenna".
Nel 1911 i concittadini rossoblù del Genoa traslocarono dal Campo di Ponte Carrega a un nuovo campo limitrofo a quello dell'Andrea Doria. Inizialmente il nuovo campo era in parallelo a quello doriano, successivamente fu decisa dalla società genoana la rotazione del terreno di gioco che diventò perpendicolare alla "Cajenna". I due campi erano separati da uno steccato e l'Andrea Doria per quella delimitazione pagava al Genoa un indennizzo di 1000 lire, più 200 lire annuali per la manutenzione.
Nel 1926 il regime fascista, che cercava di portare avanti una politica volta al ridurre il numero delle squadre nelle grandi città, dichiarò inagibile il campo doriano che venne ceduto al Genoa per ventimila lire, comprensiva dell'acquisto del portiere Manlio Bacigalupo. La palizzata che separava i due terreni sparì a seguito di un accordo segreto conclusosi nel 1927 a seguito della fusione imposta dal regime tra l'Andrea Doria e la Sampierdarenese: il segretario doriano Enrico Silvestri, il presidente rossoblù Guido Sanguineti e le gerarchie fasciste trovarono un accordo e nel 1929 lo stadio di Marassi venne allargato e sull'antico campo dell'Andrea Doria venne costruita una nuova tribuna sul lato nord del campo che, curiosamente, è diventata col passare degli anni la sede del tifo più caldo della formazione rossoblù.

## Galleria d'immagini

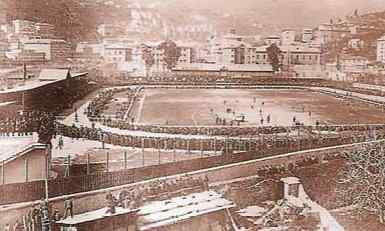
Lo stadio Luigi Ferraris (lato nord) nel 1911, si nota il galoppatoio e La Cajenna
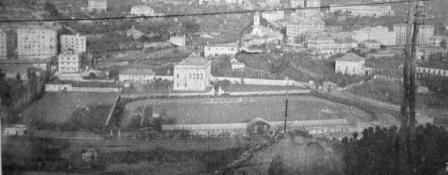
Lo stadio Luigi Ferraris (lato nord) tra il 1911 e il 1926 con il galoppatoio e La Cajenna